# نولان هينك
نولان هينك (بالإنجليزية: Nolan Henke)‏ هو لاعب غولف أمريكي، ولد في 25 نوفمبر 1964 في باتل كريك في الولايات المتحدة.

## وصلات خارجية
- نولان هينك على موقع رابطة لاعبي الغولف المحترفين (الإنجليزية)
- نولان هينك على موقع رابطة اليابان للاعبي الغولف المحترفين (الإنجليزية)
- نولان هينك على موقع التصنيف العالمي الرسمي للغولف (الإنجليزية)